# Record of Lodoss War: The War of Heroes
Record of Lodoss War: The War of Heroes est un jeu vidéo de rôle sorti en 1994 sur Mega-CD. Le jeu a été développé par Jaspac et édité par Sega.
Le jeu est basé sur la série de romans Les Chroniques de la guerre de Lodoss.